# بيوس الثالث
البابا بيوس الثالث ـ ولد باسم فرانشيسكو توديشيني بيكولوميني (29 مايو 1439 ـ 18 أكتوبر 1503) ـ هو بابا الكنيسة الكاثوليكية من 22 سبتمبر 1503 إلى 18 أكتوبر من نفس العام.
كان بيوس الثالث ابن شقيقة البابا بيوس الثاني، واسمها لاوداميا. وقد عينه خاله سنة 1460 ـ وهو في الحادية والعشرين من عمره فحسب ـ كبيرًا لأساقفة سيينا، ثم رسمه كاردينالًا في أول مجلس كنسي حضره في 5 مارس 1460، وسرعان ما جعل منه بعد شهور قليلة ممثلًا بابويًا له في أنكونا، متخذًا من أسقف مارسيكو المحنك مستشارًا له. وقد أثبت فرانشيسكو كفاءته وجدارته بالمنصب.
| سبقه ألكسندر السادس | باباوات الكنيسة الكاثوليكية 1503 - 1503 | تبعه يوليوس الثاني |